# Olympische Sommerspiele 2020/Reiten – Dressur Mannschaft
Die Mannschaftswettbewerbe im Dressurreiten bei den Olympischen Spielen 2020 in Tokio wurden vom 24. bis 27. Juli 2021 im Baji Kōen (auch als Equestrian Park bezeichnet) ausgetragen.

## Zeitplan
| Juli | Juli | Juli | Juli | Juli | Juli | Juli |
| 24.  | 25.  | 26.  | 27.  | 28.  | 29.  | 30.  |
| ---- | ---- | ---- | ---- | ---- | ---- | ---- |
|      |      |      |      |      |      |      |

|  | Qualifikation |  | Medaillenentscheidung |

## Qualifikation
Insgesamt gab es 15 Startplätze. Jede Nation, die sich für den Mannschaftswettbewerb im Dressurreiten qualifiziert hatte, erhielt drei Startplätze im Einzelwettbewerb.
| Kontinent   | Qualifizierte Mannschaften | Qualifizierte Mannschaften | Qualifizierte Mannschaften | Qualifizierte Mannschaften | Qualifizierte Mannschaften |
| ----------- | -------------------------- | -------------------------- | -------------------------- | -------------------------- | -------------------------- |
| Afrika      | —                          |                            |                            |                            |                            |
| Asien       | Japan                      |                            |                            |                            |                            |
| Europa      | Dänemark                   | Deutschland                | Großbritannien             | Irland                     | Niederlande                |
| Europa      | Portugal                   | ROC                        | Schweden                   | Spanien                    |                            |
| Nordamerika | Vereinigte Staaten         | Kanada                     |                            |                            |                            |
| Südamerika  | —                          |                            |                            |                            |                            |
| Ozeanien    | Australien                 |                            |                            |                            |                            |
| Nachrücker  | Österreich                 | Frankreich                 |                            |                            |                            |

Die eigentlich qualifizierte irische Mannschaft wurde vom irischen Pferdesportverband nicht für die Olympischen Spiele gemeldet, da nicht genügend Paare die interne Qualifikationsnorm von 68 % in einem Grand Prix de Dressage erreicht hatten. Stattdessen rückte die belgische Equipe in das Turnier nach.

## Titelträger
| Olympiasieger | Deutschland (Rothenberger, Schneider, Bröring-Sprehe, Werth)    | Rio de Janeiro 2016 |
| Weltmeister   | Deutschland (von Bredow-Werndl, Schneider, Rothenberger, Werth) | Tryon 2018          |

## Prüfungen
Die Mannschaftswertung teilte sich mit der Einzelwertung die Qualifikationsprüfung, den Grand Prix de Dressage. Die besten acht Mannschaften aus der Qualifikationsprüfung zogen in das Mannschaftsfinale ein. Hierbei handelte es sich um einen Grand Prix Spécial zur Musik. Die Musik wurde hierbei durch die Teilnehmer selbst bestimmt, ging aber anders als in der Grand Prix Kür (dem Einzelfinale) nicht in die Bewertung mit ein. Das Ergebnis der Qualifikationsprüfung zählte nicht für das abschließende Mannschaftsergebnis der acht besten Mannschaften.
Die ersten beiden Reiter einer jeden Mannschaft starteten im Grand Prix Spécial in umgekehrter Reihenfolge der Mannschaftsergebnisse der Qualifikation. Nach einer Pause änderte sich die Reihenfolge bei den dritten Reitern der Nationen: Die dritten Reitern gingen in der Reihenfolge des Zwischenklassements nach dem zweiten Reiter an den Start. Damit wurde sichergestellt, dass die Gewinner der Goldmedaille erst nach dem letzten Ritt feststanden.

## Ergebnisse

### Qualifikationsprüfung
Zwei Mannschaften musste bereits vor Beginn der Prüfungen Ausfälle verzeichnen: Die Stute von Patrik Kittel, Well Done de la Roche, zog sich eine kleine Schnittwunde beim Training in Tokio zu. Für Kittel rückte eine seiner Schülerinnen, Antonia Ramel, in die schwedische Equipe nach. Am Abend vor der ersten Prüfung fiel zudem Victoria Max-Theurers Wallach Abegglen aus. In der Tierklinik in Tokio wurde bei ihm ein Abszess an einer Zahnwurzel festgestellt. Da der österreichische Verband darauf verzichtet hatte, das Reservepaar (Astrid Neumayer und Zap Zap) aus der Quarantäne mit nach Tokio reisen zu lassen, war für Österreich der Mannschaftswettbewerb bereits vor der ersten Prüfung beendet. Die zwei verbliebenen Reiter Österreichs ritten damit nur noch in der Einzelwertung.
Frankreich verpasste mit Platz neun knapp den Einzug in das Mannschaftsfinale. Überraschende Nicht-Qualifikationen von favorisierten Nationen für das Finale waren nicht zu verzeichnen.
| Rang | Mannschaft | Wertung in Punkten |
| ---- | --- | ------------------ |
| 1    | Deutschland | 7911,50            |
| 2    | Großbritannien                                                                                                  | 7508,50            |
| 3    | Dänemark | 7435,00            |
| 4    | Vereinigte Staaten                                                                                              | 7389,50            |
| 5    | Niederlande | 7312,00            |
| 6    | Schweden | 6989,00            |
| 7    | Portugal | 6862,50            |
| 8    | Spanien | 6749,50            |
| 9    | Frankreich Alexandre Ayache mit Zo What Morgan Barbancon mit Sir Donnerhall II OLD Maxime Collard mit Cupido    | 6715,00            |
| 10   | Belgien Larissa Pauluis mit Flambeau Laurence Roos mit Fil Rouge Domien Michiels mit Intermezzo van het Meerda  | 6702,50            |
| 11   | Kanada Chris von Martels mit Eclips Lindsay Kellock mit Sebastien Brittany Fraser-Beaulieu mit All In           | 6605,50            |
| 12   | ROC Inessa Merkulowa mit Mister X Alexandra Dmitrijewna Maxakowa mit Bojengels Tatjana Kosterina mit Diavolessa | 6350,50            |
| 13   | Australien Mary Hanna mit Calanta Simone Pearce mit Destano Kelly Layne mit Samhitas                            | 6273,50            |
| 14   | Japan Kazuki Sado mit Ludwig der Sonnenkönig Shingo Hayashi mit Scolari Hiroyuki Kitahara mit Huracan           | 6264,50            |

### Mannschaftsfinale
Die Errechnung des Ergebnisses im Grand Prix Spécial erfolgte durch die Veranstalter nicht in Prozentpunkten, sondern in der inzwischen selten gewordenen Wiedergabe der Addition aller Einzelnoten aller sieben Richter der Prüfung als Punktestand. Als Mannschaft mit den meisten Punkten im Gesamtergebnis gewann Deutschland zum 14. Mal bei Olympischen Spielen die Goldmedaille in der Dressur-Mannschaftswertung.
Spanien hatte bei der Benennung seiner Reserve eine ungewöhnliche Entscheidung getroffen und kein Reservepaar, sondern nur ein Reservepferd ihres Mannschaftsreiters José Antonio Garcia Mena mit nach Tokio genommen. Zwischen Grand Prix und Grand Prix Spécial war es den Mannschaften möglich, ein Paar durch ihr Reservepaar zu ersetzen. Spanien machte hiervor Gebrauch, so dass Garcia Mena im Mannschaftsfinale mit der Stute Divina Royal an den Start ging.
Nach dem Ausfall ihres stärksten Paares blieben die Schweden (Weltmeisterschaftsvierte 2018 und Europameisterschaftsdritte 2019) auch im Grand Prix Spécial weit von den Medaillenrängen entfernt. Nachdem Brother de Jeu, das Pferd von Antonia Ramel, in der ersten Piaffe gestiegen war, erhielt Antonia Ramel nur ein 67-Prozent-Ergebnis. Ihre Mannschaftskolleginnen erreichten jeweils 75-Prozent-Ergebnisse, mit denen sich Schweden zumindest noch auf den sechsten Rang vorarbeiten konnte.
Edward Gals junger Hengst Total US zeigte auch im Grand Prix Spécial, welches Potential für die Zukunft ihn ihm stecken könnte. Gal stellte sein Pferd wie bei ihm üblich eng ein, holte für die Ausführung der Lektionen dennoch hohe Noten und kam auf ein Endergebnis von knapp unter 80 Prozent. Doch in ihrer Gesamtheit blieben die Niederländer in Tokio ohne Chancen auf eine Mannschaftsmedaille. Dänemark hatte in der Qualifikationsprüfung das drittbeste Mannschaftsergebnis erzieht und hoffte daher, nachdem Carina Cassøe Krüth im Grand Prix Spécial ein 77-Prozent-Ergebnis errungen hatte, auf die Bronzemedaille. Doch Cathrine Dufour und Bohemian unterlief am Ende der mit dem Faktor zwei bewerteten Galopppirouette ein Fehler. Dies senkte Dufours Ergebnis auf 77,720 Prozent. Damit hatten Großbritannien und die Vereinigten Staaten deutlich bessere Chancen auf die Medaillenränge.
Da die beiden besten Dressurpferde der Vereinigten Staaten der letzten Jahre, Verdades von Laura Graves und Dublet von Kasey Perry-Glass, aus dem Sport verabschiedet wurden, musste sich die US-Equipe vor den Olympischen Spielen neu aufstellen. Dies gelang, nach zwei Reitern waren die Vereinigten Staaten im Grand Prix Spécial bereits auf den dritten Rang vorgerückt. Ihre letzte Reiterin durfte daher als drittletzte Starterin im Grand Prix Spécial starten. Sabine Schut-Kery und ihr Pferd Sanceo hatten als international weitgehend unbekanntes Paar bereits im Grand Prix überzeugt. Auch im Mannschaftsfinale glänzte das Paar wieder. Sanceo zeigte sich leichtfüßig, die Anlehnung wurde besonders gelobt und auch in der Ausführung der Lektionen erhielt das Paar durchgängig hohe Noten von den Richtern. Mit einem Ergebnis von über 81 Prozent brachte Schut-Kery das US-Team in ideale Ausgangsposition und setzte Charlotte Dujardin als Schlussreiterin der Briten unter Druck. Dujardin und ihr Wallach Gio hielt dem Druck grundsätzlich gut Stand halten, doch ein Fehler in den Einerwechseln führte letztlich dazu, dass ihr Ergebnis knapp unter 80 Prozent ausfiel. Dies war geringfügig zu wenig, die Vereinigten Staaten gewannen vor Großbritannien Silber.
Jessica von Bredow-Werndl hatte als letzte deutsche Starterin mit ihrer Stute Dalera eine komfortable Situation: Dank der guten Ergebnisse ihre Mannschaftskolleginnen musste sie nur noch ein Ergebnis von etwa 74 Prozent erreichen, um die Goldmedaille für Deutschland zu sichern. Das Paar wurden seiner Favoritenrolle gerecht: Auch dieser Ritt wurde für seine Leichtigkeit gelobt, daneben gaben die Richter höchste Noten für die Ausführung der Lektionen. Einzig in die Einerwechseln schlich sich ein Fehler ein, nachdem Dalera zu Beginn der Lektion (ähnlich wie bereits bei den Europameisterschaften 2019) äppeln musste. Ein Ergebnis von über 84 Prozent für Bredow-Werndl und Dalera brachte Deutschland mit deutlichem Vorsprung die Goldmedaille.
| Platz | Reiter                    | Pferde             | Punkte  |
| 1     | Deutschland               | Deutschland        | 8178,00 |
| ----- | ------------------------- | ------------------ | ------- |
| 1     | Dorothee Schneider        | Showtime FRH       | 2652,00 |
| 1     | Isabell Werth             | Bella Rose         | 2740,50 |
| 1     | Jessica von Bredow-Werndl | TSF Dalera BB      | 2786,00 |
| 2     | Vereinigte Staaten        | Vereinigte Staaten | 7747,00 |
| 2     | Adrienne Lyle             | Salvino            | 2504,00 |
| 2     | Steffen Peters            | Suppenkasper       | 2558,50 |
| 2     | Sabine Schut-Kery         | Sanceo             | 2684,50 |
| 3     | Großbritannien            | Großbritannien     | 7723,00 |
| 3     | Carl Hester               | En Vogue           | 2577,50 |
| 3     | Charlotte Fry             | Everdale           | 2528,50 |
| 3     | Charlotte Dujardin        | Gio                | 2617,00 |
| 4     | Dänemark                  | Dänemark           | 7540,00 |
| 4     | Nanna Skodborg Merrald    | Zack               | 2441,50 |
| 4     | Carina Cassøe Krüth       | Danciera           | 2541,50 |
| 4     | Cathrine Dufour           | Bohemian           | 2557,00 |
| 5     | Niederlande               | Niederlande        | 7479,50 |
| 5     | Marlies van Baalen        | Go Legend          | 2345,50 |
| 5     | Hans Peter Minderhoud     | Dream Boy          | 2505,50 |
| 5     | Edward Gal                | Total US           | 2628,50 |
| 6     | Schweden                  | Schweden           | 7210,00 |
| 6     | Antonia Ramel             | Brother de Jeu     | 2219,00 |
| 6     | Juliette Ramel            | Buriel             | 2491,00 |
| 6     | Therese Nilshagen         | Dante Weltino OLD  | 2500,00 |
| 7     | Spanien                   | Spanien            | 7198,50 |
| 7     | Severo Jurado López       | Fendi T            | 2308,00 |
| 7     | José Antonio Garcia Mena  | Divina Royal       | 2426,50 |
| 7     | Beatriz Ferrer-Salat      | Elegance           | 2464,00 |
| 8     | Portugal                  | Portugal           | 6965,50 |
| 8     | Maria Caetano             | Fenix de Tineo     | 2260,00 |
| 8     | João Miguel Torrao        | Equador            | 2247,00 |
| 8     | Rodrigo Torres            | Fogoso             | 2458,50 |